# Båteng
Båteng (nordsamiska: Fanasgieddi, kvänska: Venekenttä) är en by vid Tanaälven i Tana kommun i Finnmark fylke i norra Norge. Båteng ligger omkring 26 kilometer sydväst om kommunens centralort Tana bru. Europaväg 6 går förbi Båteng.
På den finländska sidan, på den södra sidan av gränsälven Tana ligger Finlands och Europeiska Unionen:s nordligaste ort Nuorgam (nordsamiska: Njuorggán), som är en ort med omkring 210 invånare.
Stiftelsen ČálliidLágádus - Forfatternes Forlag har ett filialkontor i Båteng. I förlagsbyggnaden finns en utställning om laxfiske och flodsamisk kultur. På en höjd omkring 700 meter sydväst om  förlagsbyggnadebn ligger det gamla samiska offerstället Fanasgiedbákti. Ytterligare 700 meter i nordvästlig riktning ligger offerstället Erkkeoaivi